# Gottlieb Fröhlich
Gottlieb Fröhlich   (Wohlen bei Bern, 13 d'agost de 1948) és un remer suís, ja retirat, que va competir com a timoner durant la dècada de 1960.
El 1968 va prendre part en els Jocs Olímpics d'Estiu de Ciutat de Mèxic, on guanyà la medalla de bronze en la prova del quatre amb timoner del programa de rem. Formà equip amb Denis Oswald, Peter Bolliger, Hugo Waser i Jakob Grob.